# الأم باركر
كيت باركر (ولدت في أريزونا دوني كلارك؛ 8 أكتوبر 1873 - 16 يناير 1935)، والمعروفة باسم ما باركر (والمعروفة أحيانًا باسم أريزونا باركر وأري باركر)، كانت أمًا للعديد من المجرمين الأمريكيين الذين أداروا عصابة باركر-كاربيس [الإنجليزية] خلال عصر العدو العام عندما استحوذت مآثر عصابات المجرمين في الغرب الأوسط للولايات المتحدة على الشعب الأمريكي والصحافة. سافرت مع أبنائها خلال حياتهم المهنية الإجرامية.
اكتسبت باركر سمعة سيئة باعتبارها أمًا إجرامية سيطرت على جرائم أبنائها ونظمتها. وصفها إدغار هوفر بأنها "العقل الإجرامي الأكثر شراسة وخطورة في العقد الماضي". تم تصويرها على أنها شخصية أم شريرة في الأفلام والأغاني والأدب. أصر أولئك الذين عرفوها على أنه لم يكن لها أي دور إجرامي وأن هوفر اختلق هذه المزاعم لتبرير إطلاق النار عليها من قبل مكتب التحقيقات الفيدرالي في عام 1935. وتتفق التقارير اعتبارًا من عام 2022 على أن دور كيت باركر في جرائم أبنائها قد اختلقته وسائل الإعلام بشكل خاطئ لزيادة مبيعات الصحف ووسائل الإعلام.

## بداية حياتها
ولدت الأم باركر في مدينة آش غروف في ولاية ميزوري وبالقرب من مدينة سبرينغفيلد من نفس الولاية، وكان اسمها عند الولادة أريزونا دوني كلارك. كان والداها من المسيحيين المتحفظين الذين آمنوا بالعمل والقيم التقليدية، وهذا ما كانت عليه هي أيضا.
تزوجت من جورج باركر عام 1892 وأنجبت منه أربعة أولاد هم: هيرمان، لويد، آرثر وفريد، وكان قد هجرها بعد ولادتها للولد الرابع فريد (يوجد في بعض المذكرات ما يفيد أن الزوج جورج كان رجلا سكّيرا عديم الفائدة وهي التي طردته)، وبما أنها حاولت أن تربي أطفالها بنفسها وبما لديها من الدخل المحدود، لم تستطع أن تسيطر عليهم وكثيراً ما ارتكبوا جرائم أحداث، لكنها كانت غالبا تخرجهم من السجون عن طريق الالتماس من رجال الشرطة أو الصراخ عليهم .

## ملخص نشاطات أولاد/عصابة باركر الإجرامية
1. عام 1910، هيرمان باركر تعتقله الشرطة بتهمة «السرقة في طريق عام» (مدينة ويب - ميزوري)
2. 5 مارس 1915، هيرمان باركر تعتقله الشرطة بتهمة «السرقة في طريق عام» (مدينة جوبلين - ميزروي)
3. شارك كل من هيرمان باركر ولويد باركر في الكثير من جرائم «عصابة السنترال بارك» (مدينة تولسا - أوكلاهوما)
4. 4 يوليو 1918، آرثر باركر تعتقله الشرطة بتهمة «سرقة سيارات» (مدينة تولسا - أوكلاهوما) و فرَّ لاحقا من العدالة
5. 19 فبراير 1920، آرثر باركر تعتقله الشرطة في مدينة جوبلين وتعيده إلى تولسا - أوكلاهوما (راجع فقرة 4)
6. عام 1921، لويد باركر تعتقله الشرطة بتهمة «التسكع» (مدينة تولسا - أوكلاهوما)
7. 15 يناير 1921، آرثر باركر تعتقله الشرطة بتهمة «محاولة سرقة بنك» (مدينة موسكوغي - أوكلاهوما)
8. 30 يناير 1921، آرثر باركر يودع في سجن ولاية أوكلاهوما وأفرج عنه بتاريخ 11 يونيو 1921
9. 16 أغسطس 1921، آرثر باركر ومجرم آخر يدعى فولني ديفيز تورطوا في قتل حارس ليلي يدعى جيمس شيريل (مدينة تولسا - أوكلاهوما)
10. 8 يناير 1922، محاولة سرقة قام بها عصابة السنترال بارك حيث اشتبكوا مع الشرطة في إطلاق نار أسفر عن إصابة أحد أفراد العصابة ونقيب شرطة يدعى هومر سبولدينغ والذي مات بتاريخ 19 يناير 1922
11. 16 يناير 1922، لويد باركر يودع السجن في مقاطعة ليفين وورث - كنساس بتهمة «سرقة بريد» في مدينة باكستر سبرينغز - كنساس
12. 10 فبراير 1922، آرثر باركر يودع السجن في أوكلاهوما بتهمة «قتل» الحارس جيمس شيريل(راجع فقرة 9)
13. عام 1926، فريد باركر تعتقله الشرطة بتهمة «سرقة بنك» في مدينة ويندفيلد - كنساس، ويودع في سجن الولاية بتاريخ 12 مارس 1927
14. 29 أغسطس 1927، هيرمان باركر يقدم على الانتحار عندما أوقف على حاجز شرطة في مدينة ويشيتا - كنساس
15. 30 مارس 1931، فريد باركر يخرج من سجن ولاية كانساس لحسن السلوك (قابل في السجن رجل آخر خارج عن القانون يدعى الفين كاربيس الشهير باسم جورج هيلر) (راجع فقرة 13)
16. 10 يونيو 1931، فريد باركر والفين كاربيس يعتقلان في مدينة تولسا (أوكلاهوما) بتهمة «السرقة». حكمت المحكمة على الفين بالسجن أربع سنوات ولكنه دفع بدلاً عنها مبلغ من المال وخرج، أما فريد باركر فتحاشى السجن هو أيضا بطريقة أو بأخرى.
17. 8 نوفمبر 1931، فريد باركر يقتل رئيس الشرطة مانلي جاكسون في مدينة بوكاهانتس - أركنساس
18. 19 ديسمبر 1931، فريد باركر والفين كاربيس يسرقان محل تجاري في مدينة ويست بلاينز (ميزوري) ويتورطان أيضا في مقتل مدير شرطة يدعى روي كيلي في مقاطعة هويل (ميزوري)
19. 18 يناير 1932، لويد باركر يودع السجن في مدينة ليفينوورث (كنساس)
20. 26 أبريل 1932، جثة المدعو أي دانلاب يعثر عليها بالقرب من بحيرة فرانستيد مين والذي قتله فريد باركر والفين كاربيس
21. 17 يونيو 1932، فريد باركر والفين كاربيس وخمسة رجال آخرون يسطون على بنك في مدينة فورت سكوت (كنساس)
22. 7 يوليو 1932، ثلاثة أفراد من عصابة باركر والفيس يقبض عليهم بواسطة مكتب التحقيقات الفيدرالي
23. 25 يوليو 1932، فريد باركر، الفين كاربيس وعصابة أخرى يسطون على بنك مقاطعة كلاود في مدينة كونكورديا (كنساس)
24. 14 اغسطس 1932، جثة المحامي جاي إيرل سميث يعثر عليها في حانة شمال مدينة تولسا، كان وقتها يحاول الدفاع عن أحد المقبوض عليهم في سرقة بنك فورت سموت حيث أنه كان في تعاون مستمر مع فريد كاربر والفين كاربيس
25. 10 سبتمبر 1932، آرثر باركر يخرج من السجن (راجع فقرة 12)
26. 16 ديسمبر 1932، فريد باركر، آرثر باركر، الفين كاربيس وعصابة أخرى يسطون على بنك نورثويسترن في مدينة مينيابليس (كنساس) ويقتلون الشرطي ايرا ليون ايفانز والشرطي ليو غروسكي وشخص مدني
27. 4 أبريل 1933، فريد باركر، آرثر باركر، الفين كاربيس وعصابة أخرى يسطون على بنك نبراسكا
28. يونيو 1933، عصابة باركر وكاربيس يختطفون شخص يدعى ويليام هام
29. 17 يونيو 1933، ويليام هام المختطف يطلق سراحه بعد أن دفعت فديته لعصابة باركر وكاربيس
30. 10 أغسطس 1933، عصابة باركر وكاربيس يسطون على بنك ستوكيارد في مدينة سينت بول (مينيسوتا) ويستولون على مبلغ من المال كانت سيدفع كرواتب موظفين، مما تسبب بمقتل الشرطي ليو بافلاك وإصابة شرطي آخر بعاهة مستديمة
31. 22 سبتمبر 1933، عصابة باركر وكاربيس تقتل مراسلين بنوك اثنين
32. 17 يناير 1934، عصابة كاربر وكاربيس تختطف رجل يدعى إدوارد جورج بريمر وتطلق سراحه في يوم 7 فبراير بعد دفع الفدية
33. 19 يناير 1934، عصابة كاربر وكاربيس تطلق النار وتجرح رجل يدعى إم سي ماكورد يعمل لدى شركة طيران نورث ويست لاعتقادهم بأنه رجل شرطة
34. يوليو 1934، رجل الجريمة جوزيف موران يختفي بظروف غامضة، يعتقد أن عصابة باركر وكاربيس وراء اختفائه
35. 8 يناير 1935، آرثر باركر يتم القبض عليه
36. 16 يناير 1935، فريد باركر والأم باركر يقتلان على أيدي رجال مكتب التحقيقات الفيدرالي في مقاطعة ماريون (فلوريدا)
37. 26 سبتمبر 1935، جثة رجل الجريمة جوزيف موران والذي تم اختطافه من قبل عصابة باركر وكاربيس كما يعتقد، يعثر عليها بالقرب من بحيرة ايري (راجع فقرة 34)
38. 1 مايو 1936، الفين كاربيس ورجاله يعتقلون في مدينة نيو أورلينز (لويزيانا)
39. 13 يناير 1939، آرثر باركر يقتل على أيدي رجال الشرطة عند محاولته الهروب من سجن الكتراز
40. خلال الحرب العالمية الثانية، لويد باركر يعمل لدى القوات المسلحة الأمريكية كطباخ في مخيمات الأسرى، يمنح لاحقا وسام السلوك الحسن ويسرح من الخدمة بشرف
41. 18 مارس 1949، لويد باركر والذي يعمل كمدير لمحلات دينيغرو في دينفر (كولورادو) يقتل على يد زوجته، ونظراً إلى ذلك تم إرسالها إلى ملجئ الأمراض العقلية في نفس الولاية .

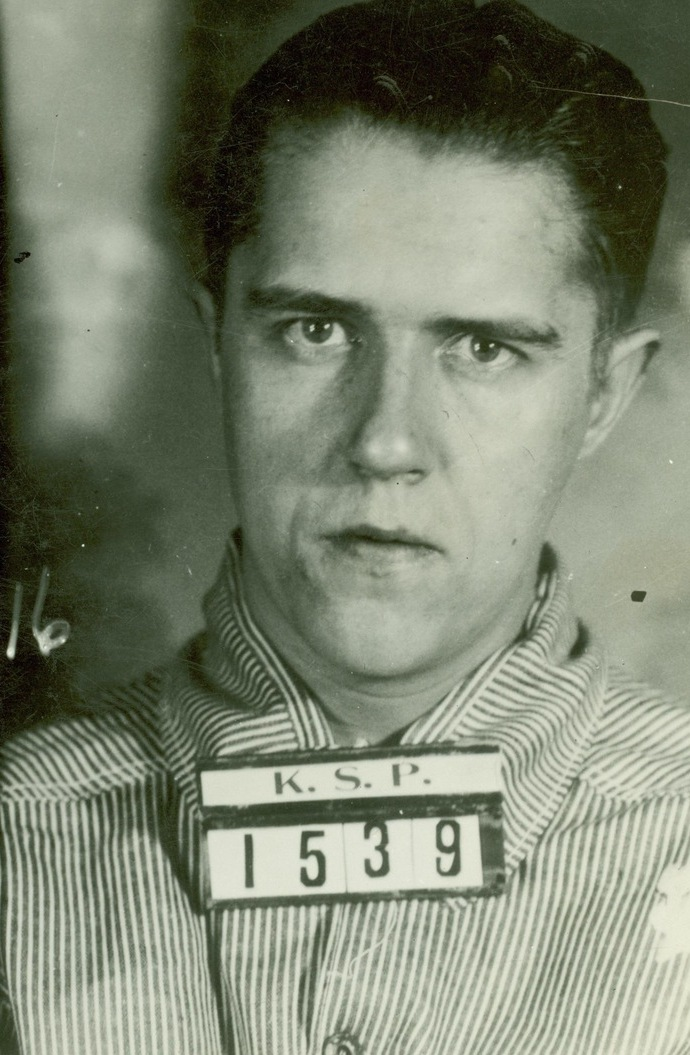
الفين كاربيس (Alvin Karpis)

## ملخص نهاية اولاد/عصابة باركر
- هيرمان باركر انتحر عند حاجز شرطة بتاريخ 29 أغسطس 1927
- فريد باركر قتلت على يد رجال مكتب التحقيقات الفيدرالي بتاريخ 16 يناير 1935
- الأم باركر قتلت على يد رجال مكتب التحقيقات الفيدرالي بتاريخ 16 يناير 1935
- آرثر باركر قتلت على أيدي رجال الشرطة عند محاولته الهروب من السجن بتاريخ 13 يناير 1939
- لويد باركر قتل على يد زوجته بتاريخ 18 مارس 1949
- الفين كاربيس مات في ظروف غامضة في بيته في إسبانيا بتاريخ 26 أغسطس 1979، قالت الشرطة أنه أقدم على الانتحار لوجود أقراص نوم بجانب جثته، إلا أن البعض شكّك في ذلك لأسباب كثيرة وأن موته كان جريمة قتل.
- عصابة كاربر وكاربيس 18 اعتقلوا، 3 قتلوا على يد الشرطة و 2 قتلوا على يد أفراد العصابات الأخرى .

## مجادلات
بالرغم أن أبناء الأم باركر كانوا بلا شك مجرمين خارجين عن القانون، وأن عصابة باركر وكاربيس صالت وجالت في ارتكاب الجرائم التي لا تحصى من سرقة وخطف وقتل، إلا أن الاعتقاد بأنها كانت رئيسة العصابة ما يزال غامضا وغير مؤكد كما هو الحال في معرفة درجة إجرامها، ولكن مع ذلك كانت على دراية تامة بما يفعله أولادها، وكانت تساعدهم قبل وبعد ارتكابهم لتلك الجرائم مما يجعلها شريكة.
حتى اليوم لا يوجد دليل قطعي يؤكد أنها شاركتهم في تنفيذ أي من الجرائم التي ارتكبوها ولا حتى التخطيط لها، في الحقيقة كان دورها فقط الاعتناء بأفراد العصابة، كما أن أولادها كانو غالبا ما يرسلونها لمشاهدة الأفلام عند ارتكابهم لجرائمهم.
وفي هذا الخصوص، قال الفين كاربيس لاحقا «أسخف ما سمعته في سجلات الجريمة أن الأم باركر كانت العقل المدبر لعصابة باركر وكاربيس، لم تكن أبداً رئيسة عصابة ولا حتى مجرمة، لم يكن لها أبداً أي صورة في سجلات الشرطة ولا بصمة إصبع، لقد كانت على علم بما نفعله، ولكن وظيفتها الوحيدة كانت التنقل معنا حيثما ذهبنا كأم وأولادها حتى تبدو صورتنا بريئة أمام الغير»
كان العديد من الناس بمن فيهم الفين كاربيس على اعتقاد أن إسطورة الأم باركر المجرمة هي من أفكار السيد إيدغار هوفر ورفاقه من مكتب التحقيقات الفيدرالي ليبرروا قتلهم لامرأة كبيرة في السن.

## الإعلام والأم باركر
- أسطورة الأم باركر كانت الإلهام للكاتب البريطاني جايمز هادلي تشايز والذي أصدر روايته الشهيرة «لا سحالب للآنسة برانديش» والتي صدرت في عام 1939، وتدور قصتها حول أم تشرف على أفعال أولادها الإجرامية.
- نسبت رواية «لا سحالب للآنسة برانديش» لتكون مسرحية بالرغم من الصعوبات التي واجهتها مع لجان الرقابة
- قصة الأم باركر حولت إلى فيلم سينمائي عام 1970 برأس مال قليل سمي الام الدموية، هذا الفيلم من إخراج روجر كورمان وتمثيل شيلي وينترز، كما ظهر في نفس الفيلم الممثل العالمي روبرت دي نيرو عندما كان ممثلا مبتدئا
- قصة الأم باركر تبرز مرة أخرى من خلال فيلم أعداء المجتمع والذي أنتج عام 1996 من إخراج مارك ليستر وتمثيل تيريزا راسيل
- الغير قابلين للمس، مسلسل أنتج عام 1959 من 118 حلقة عن نفس قصة الأم باركر، استمر المسلسل حتى عام 1963
- الأم باركر كانت اسم أغنية مشهورة عام 1977 أدتها فرقة بوني إم